# كلارا زتكن
كانت كلارا زيتكن (بالألمانية:Clara Josephine Zetkin) - اسمها قبل الزواج أيسنير (بالألمانية:Eissner) (مواليد 5 يوليو 1857 - 20 يونيو 1933) سياسية ألمانية يسارية ومدافعة عن حقوق المرأة، اشتغلت مدرسة في الثانويات، شاركت منذ 1875 في أوائل المجموعات النسويّة التي كانت تناضل من أجل الحرّيات العامة في عهد بسمارك. وساهمت في رفع الوعي السياسي والطبقي لدى مئات العاملات الألمانيات. لاحقتها الشرطة مما اضطرّها إلى الهروب إلى زوريخ في 1878. نشطت في الحزب الديمقراطي الاشتراكي الألماني حتى عام 1917، ثم انضمت إلى الحزب الديمقراطي الاشتراكي الألماني المستقل في جناحه اليساري.
أسّست سنة 1891 صحيفة" "die Gleichheit" «المساواة» التي جعلت منها رأس حربة في النضال السياسي والاجتماعي في ألمانيا إلى حدود 1917.
أسست إلى جانب كارل ليبكنخت وروزا ليكسمبورغ رابطة سبارتاكوس (نسبة إلى سبارتاكوس محرر العبيد) الذي تحول إلى الحزب الشيوعي الألماني الذي مثلته كلارا في الرايخستاغ في عصر جمهورية فايمار من 1920 حتى 1933.
و في 1910 اقترحت على «السكرتارية الدولية للنساء الاشتراكيات» الاحتفال بالمرأة المناضلة من أجل حقوقها السياسية والاجتماعية كل 8 مارس.
في 30 أغسطس 1932 كانت آنذاك نائبة في البرلمان الألماني، وبالرغم من أن الرايخستاغ كان في قبضة الحزب النّازي ألقت خطابا أصبح وثيقة تاريخية تحث فيه الشعب الألماني على مقاومة الفاشية.
وقد كرمتها ألمانيا الشرقية بوضع صورتها على عملتها.
توفيت كلارا زتكن في 1933 ودفنت في مقبرة سور الكرملين.

## السيرة الشخصية

### الحياة والتعليم
وُلدت كلارا زيتكن باسم كلارا جوزفين إيسنر في قرية فيدراو، وهي قرية زراعية في ولاية سكسونيا، وهي الآن جزء من بلدية كونيغشاين-فيدراو. كان والدها غوتفريد إيسنر ناظر مدرسة وعضو في الكنيسة حيث كان بروتستانتيًا متدينًا، وكانت والدتها جوزفين فيتالي من أصول فرنسية، وكانت تنتمي إلى عائلة من الطبقة المتوسطة من لايبزيغ وحاصلة على تعليم عالٍ. أنجب الزوجان ثلاثة أطفال وكانت كلارا هي الكبرى بينهم. انتقلت عائلتها إلى لايبزيغ في عام 1872، وتلقت تعليمها في كلية لايبزيغ للمعلمات للبنات.
غادرت زيتكن إلى زيورخ في عام 1882 بسبب الحظر الذي فرضه بسمارك على النشاط الاشتراكي في ألمانيا في عام 1878. ذهبت بعدها إلى المنفى في باريس حيث درست لتكون صحفية ومترجمة. لعبت هناك دورًا مهمًا في تأسيس المجموعة الاشتراكية الدولية. استخدمت زيتكن اسم زوجها الروسي اليهودي والماركسي المخلص أوسيب زيتكن، وأنجبت منه ولدان وهما مكسيم وقسطنطين.
أُصيب أوسيب بمرض شديد في أوائل عام 1889 ثم توفي بعد بضعة أشهر فقط في حزيران/يونيو. انتقلت إلى شتوتغارت مع أطفالها بعد وفاة زوجها. تزوجت بعد ذلك من الفنان جورج فريدريش زوندل الذي كان يبلغ من العمر ثمانية عشر عامًا، وبقي زواجهما من عام 1899 حتى عام 1928.

### الانخراط المبكر في الحزب الديمقراطي الاجتماعي
بدأت حياة كلارا زيتكن السياسية بعد تعرّفها على زوجها أوسيب زيتكن. كرّست وقتها للحضور والمشاركة في الاجتماعات الاشتراكية حتى أصبحت ملتزمة تمامًا بالحزب، وقدمت منهجًا ماركسيًا وعملت على مطلب تحرير المرأة. تأزّم المناخ السياسي في ألمانيا قبل عام 1880 مما أدى إلى ذهاب زيتكن إلى المنفى في سويسرا وفرنسا في وقت لاحق. عادت بعد عقد من الزمن إلى ألمانيا وأصبحت رئيسة تحرير صحيفة الحزب الديمقراطي الاجتماعي للنساء والتي كانت تُدعى صحيفة المساواة "Die Gleichheit"، وبقيت رئيسة الصحيفة لمدة 25 عامًا.
أنهت زيتكن دراستها لتصبح معلمة وطورت علاقات مع الحركة النسوية والحركة العمالية في ألمانيا من عام 1874، وانضمت إلى حزب العمال الاجتماعي في عام 1878. تأسس هذا الحزب في عام 1875 من خلال دمج طرفين سابقين وهما الجمعية العامة للعمال الألمان التي شكلها فرديناند لاسال، وحزب العمال الديمقراطي الاجتماعي الألماني التابع لأغسطس بيبل ويلهيلم ليبكنشت، والذي تغير اسمه إلى نسخته الحديثة ليصبح الحزب الديمقراطي الاجتماعي في ألمانيا في عام 1890.
كانت زيتكن إلى جانب صديقتها المقربة روزا لوكسمبورغ في الحزب الديمقراطي الاجتماعي، وهي واحدة من الشخصيات الرئيسية في الجناح اليساري للحزب. هاجم كل منهما الأطروحات الإصلاحية لإدوارد برنشتاين في النقاش حول التحريفية في مطلع القرن العشرين، ورفضا أيديولوجية التغيير الثوري نحو ما يُسمى «الاشتراكية الثورية».

### الكفاح من أجل حقوق المرأة
اهتمت زيتكن جدًا بسياسات المرأة بما في ذلك الكفاح من أجل تكافؤ الفرص وحقوق المرأة في الاقتراع. ساعدت في تطوير الحركة النسوية الديمقراطية الاجتماعية في ألمانيا. أصبحت زعيمة «مكتب النساء» في عام 1907 والذي تأسس حديثًا في الحزب الديمقراطي الاجتماعي الألماني. كما ساهمت في اليوم العالمي للمرأة. نُظِّم مؤتمر دولي للمرأة قبل الاجتماع العام للأممية الاشتراكية الثانية في كوبنهاغن في الدنمارك في آب/أغسطس في عام 1910. اقترحت لويس زيتز بتأييد من زيتكن على إقامة يوم عالمي سنوي للمرأة، واستوحت ذلك من الاشتراكيين الأمريكيين وذلك على الرغم من عدم تحديد أي موعد لهذا اليوم في ذلك المؤتمر.
وافق المندوبون -وهم 100 امرأة من 17 دولة- على الفكرة كاستراتيجية لتعزيز الحقوق المتساوية بما في ذلك حق الاقتراع للمرأة. حُدد اليوم العالمي للمرأة لأول مرة في 19 آذار/مارس في عام 1911، وذلك بتصويت أكثر من مليون شخص في النمسا والدنمارك وألمانيا وسويسرا.

عارضت زيتكن بشدة مفهوم «النسوية البرجوازية» التي ادعت أنها أداة لتقسيم وحدة الطبقات العاملة. وقالت في خطاب ألقته أمام الأممية الثانية في عام 1899:
«لا تتوقع المرأة العاملة الطامحة إلى المساواة الاجتماعية شيئًا لتحريرها من الحركة النسوية البرجوازية التي تدعي أنها تناضل من أجل حقوق المرأة. لا يوجد أساس حقيقي لهذا، فلطالما كانت المرأة العاملة على قناعة تامة بأن مسألة تحريرها ليست مسألة منعزلة موجودة في حد ذاتها، ولكنها جزء من المسألة الاجتماعية الكبرى. إنهم يدركون تمامًا أنه لا يمكن أبدًا حل هذه المسألة في المجتمع المعاصر، ولكن فقط بعد تحول اجتماعي كامل».
نظرت زيتكن إلى الحركة النسوية على أنها مكونة في المقام الأول من نساء الطبقة العليا والنساء من الطبقة الوسطى اللواتي وضعن في الاعتبار اهتماماتهن الطبقية، والتي تتعارض مع مصالح نساء الطبقة العاملة. اعتقدت زيتكن أن الاشتراكية هي الطريقة الوحيدة لوضع حد حقيقي لقمع النساء. كان أحد أهدافها الرئيسية هو إخراج النساء من المنزل والعمل حتى يتمكنوا من المشاركة في النقابات وغيرها من منظمات حقوق العمال من أجل تحسين الظروف لأنفسهن، وقالت إن الحركة الاشتراكية يجب أن تكافح من أجل تحقيق إصلاحات من شأنها أن تقلل من اضطهاد الإناث، إلا أنها كانت مقتنعة بأن مثل هذه الإصلاحات لا يمكن أن تسود إلا إذا دُمجت في خطوة عامة نحو الاشتراكية، لأنه، وعلى خلاف ذلك، يمكن القضاء عليها بسهولة بواسطة التشريعات المستقبلية.

### معارضة الحرب العالمية الأولى
اجتمع النشطاء والثوار والمؤيدين لمواجهة التركيز على الوحدة بين العمال عبر خطوط المعركة خلال فترة الحرب العالمية الأولى في مؤتمر السلام النسائي الدولي في سويسرا. وقالت زيتكن تعليقًا على ذلك:
«من المستفيد من هذه الحرب؟ أقلية صغيرة فقط في كل دولة مثل الشركات المصنعة للبنادق والمدافع والمصفّحات والسفن النسافة، وأصحاب أحواض بناء السفن وموردي احتياجات القوات المسلحة. حرّض هؤلاء الكراهية بين الناس من أجل تحقيق أرباحهم مما ساهم في اندلاع الحرب. ليس لدى العمال أي شيء يكسبونه من هذه الحرب، ولكنهم سيخسرون كل ما هو عزيز عليهم».
رفض كل من زيتكن وكارل ليبكنخت وروزا لوكسمبورغ ولويس كاهلر وغيرهم من السياسيين ذوي النفوذ في الحزب الديمقراطي الاجتماعي في ذلك الوقت تقريبًا سياسة بورغفريدن التابعة للحزب (هدنة مع الحكومة ووعد بالامتناع عن أي هجمات خلال الحرب). نظمت زيتكن مؤتمرًا دوليًا للمرأة الاشتراكية المناهضة للحرب في برلين في عام 1915، وكان هذا من من بين الأنشطة الأخرى المناهضة للحرب. اعتُقلت عدة مرات خلال الحرب بسبب آرائها المناهضة للحرب، واحتُجزت في حجز في عام 1916 وقائي ثم أُطلق سراحها لاحقًا بسبب المرض.

### التأهل كعضو في الحزب الشيوعي
كانت زيتكن أحد مؤسسي رابطة سبارتاسيست والحزب الديمقراطي الاجتماعي المستقل في ألمانيا الذي انفصل في عام 1917 عن حزبه الأم (الحزب الديمقراطي الاجتماعي) احتجاجًا على موقفه المؤيد للحرب. بالإضافة إلى ذلك، انتقدت زيتكن الحزب الديمقراطي الاجتماعي لمعالجة قضايا المرأة في المقام الأول بطريقة غير رسمية ومفاجئة. اقترحت على الحزب العديد من القضايا مثل حق الاقتراع للمرأة والأجر المتساوي لكلا الجنسين وحقوق الطلاق.
تأسس الحزب الشيوعي الألماني في كانون الثاني/يناير في عام 1919 بعد الثورة الألمانية في تشرين الثاني/نوفمبر من العام السابق. انضمت زيتكن أيضًا إلى هذا الحزب ومثلته من عام 1920 حتى عام 1933 في البرلمان في الرايخ الألماني. نظّمت مقابلة مع لينين دار موضوعها حول مسألة المرأة في عام 1920.
كانت زيتكن عضوًا في المكتب المركزي للحزب الشيوعي الألماني حتى عام 1924، وعضوًا في اللجنة المركزية للحزب من عام 1927 حتى عام 1929. كانت أيضًا عضوًا في اللجنة التنفيذية للأممية الشيوعية من عام 1921 حتى عام 1933. كما ترأست أمانة دولية للنساء أنشأتها الأممية الشيوعية في تشرين الأول/أكتوبر في عام 1920. ترأست المؤتمر الدولي الثاني باسم «المرأة الشيوعية» في حزيران/يونيو في عام 1921 في موسكو.

غيّر هذا المؤتمر تاريخ يوم المرأة العالمي ليصبح في 8 آذار/مارس، وبقي هذا اليوم هو اليوم العالمي للمرأة في ألمانيا وحتى يومنا هذا. انتُخبت رئيسة لمنظمة التضامن اليسارية الألمانية روت هيلفي في عام 1925. ألقت زيتكن خطابًا في آب/أغسطس 1932 بصفتها رئيسة البرلمان حسب الأقدمية، واستخدمته في دعوة العمال إلى الاتحاد في النضال ضد الفاشية حيث قالت:
«إن أكثر مهمة يجب التركيز عليها الآن هي تشكيل جبهة موحدة لجميع العمال من أجل إزالة الفاشية، وذلك من أجل حماية أنفسهم من المستعبدين والمستغلين وقوة وجبروت منظمتهم، وكذلك للحفاظ على حضورهم على الأرض. يجب أن تأخذ جميع الآراء السياسية والنقابية والدينية والأيديولوجية المثبطة والمقسمة قبل حدوث هذه الضرورة التاريخية الملحة. يجب أن ينتمي جميع الذين يشعرون بالتهديد وجميع الذين يتوقون إلى التحرير إلى الجبهة المتحدة ضد الفاشية وممثليها في الحكومة».
حازت زيتكن على وسام لينين (1932)  ووسام الراية الحمراء (1927).

### النفي والموت
حظر أدولف هتلر وحزبه النازي الحزب الشيوعي الألماني بعد حريق مبنى البرلمان في الرايخ الألماني في عام 1933. ذهبت زيتكين إلى المنفى للمرة الأخيرة، وهذه المرة إلى الاتحاد السوفيتي. توفيت هناك في أرخانجيلسكوي بالقرب من موسكو في عام 1933 عن عمر يناهز 76 عامًا. وُضِع رمادها في مقبرة جدار الكرملين بجوار جدار الكرملين بموسكو بالقرب من الميدان الأحمر. حضر الجنازة كبار الشيوعيين من جميع أنحاء أوروبا بما في ذلك جوزيف ستالين وأرملة لينين ناديزدا كروبسكايا.
أصبحت زيتكن بطلة مشهورة في جمهورية ألمانيا الديمقراطية (ألمانيا الشرقية) بعد عام 1949، وكان لكل مدينة رئيسية شارع يحمل اسمها. لا يزال من الممكن العثور على اسم كلارا زيتكين على خرائط الأراضي السابقة لجمهورية ألمانيا الديمقراطية حتى يومنا هذا.

## روابط خارجية
- كلارا زتكن على موقع الموسوعة البريطانية (الإنجليزية)
- كلارا زتكن على موقع ديسكوغز (الإنجليزية)